# Plan S
Plan S är ett initiativ för att främja open access-publicering av vetenskapliga artiklar. Bakom initiativet står "cOAlition S", ett konsortium av  företrädesvis europeiska forskningsfinansiärer. Initiativet lanserades av Science Europe den 4 september 2018.
Det övergripande syftet (huvudprincipen) med Plan S är att vetenskapliga publikationer som bygger på offentligt finansierad forskning ska vara öppet tillgängliga (open access) från 2021.

## Tio principer
Plan S är uppbyggd kring en huvudprincip (sammanfattad ovan) som konkretiseras i tio principer, en implementeringsplan och addendum. Nedan sammanfattas de tio principerna.
1. Upphovsrätten ska stanna hos forskaren eller dess organisation. De vetenskapliga publikationerna ska publiceras under en öppen licens (företrädesvis creative commons-licensen CC BY). På detta sätt uppfylls Berlindeklarationen om fri tillgång till kunskap inom naturvetenskaper och humanioras krav. 
2. Finansiärerna kommer att utveckla kriterier för de akademiska tidskrifter, plattformar och repositorier som ska anses vara Plan S-kompatibla.
3. Finansiärer kommer att skapa incitament för att stödja tidskrifter och plattformar om behov finns.
4. Eventuella publiceringsavgifter ska betalas av finansiärer eller forskningsorganisationer och inte forskarna själva. På detta sätt erkänns alla forskares rätt att publicera sig open access.
5. Prissättning måste vara transparent för att eventuellt standardiseras och begränsas.
6. Finansiärerna uppmuntrar andra aktörer att anpassa sina strategier och policies efter Plan S.
7. Principerna ska gälla all vetenskaplig publicering, men det kommer att ta längre tid för vetenskapliga böcker och bokkapitel.
8. Finansiärerna stödjer inte hybridpublicering, men det finns möjlighet att teckna transformativa avtal under en begränsad tid.
9. Finansiärerna ska övervaka att principerna följs
10.Finansiärerna kommer att värdera forskning baserat på dess inneboende värde och inte på bibliometriska mått av tidskriftens kvalité.

## Medlemmar i Coalition S
December 2019 var följande nationella organisationer medlemmar i konsortiet: 

- Sydafrika: The South African Medical Research Council(SAMRC)
- Finland: Academy of Finland
- Frankrike: Agence Nationale de la Recherche
- Irland: Science Foundation Ireland
- Italien: Istituto Nazionale di Fisica Nucleare
- Jordanien: Higher Council for Science and Technology
- Luxembourg: Luxembourger National Research Fund
- Nederländerna: Netherlands Organisation for Scientific Research
- Norge: Norges forskningsråd
- Polen: National Science Centre
- Slovenien: Slovenian Research Agency
- Storbritannien: United Kingdom Research and Innovation
- Schweiz: Swiss National Science Foundation (SNSF)
- Sverige: Formas, Forte, Vinnova
- Zambia: National Science and Technology Council (NSTC)
- Österrike: The Austrian Science Fund (FWF)